# 洪都拉斯
洪都拉斯共和國（西班牙語：República de Honduras），通稱洪都拉斯（Honduras），是位於中美洲的共和制國家，西側國界，北半部與危地馬拉接壤，南半部與薩爾瓦多相連；南鄰尼加拉瓜邊界；東、北面濱加勒比海；南面（偏西）以豐塞卡灣為通向太平洋的出海口。本土以外加勒比海上還有天鵝群島、海灣群島等領土。

## 國名
在15世纪的大航海时代，当西班牙航海家沿海岸線發現的深水區，用西班牙語說就是：las honduras、fondos 或 profundidades，其含義分別為：深處、底部或深邃之處。相傳，西班牙航海家克里斯多福·哥倫布1502年最後一次（第四次）航海至新大陸時，船隊遭遇風暴，最終脫險後，他不禁感嘆道：¡Gracias a Dios que salimos de estas honduras!（“感謝上天，終於走出了這片深不可測的水域！”）。遂以「無底深淵」（honduras）命名這片土地，「洪都拉斯」由此得名。
然而，傳說終歸是傳說。在克里斯多福·哥倫布的著作以及摘要文字中，從未出現過「洪都拉斯」這個名字。據雷克吕斯稱，是巴托洛梅·德·拉斯卡薩斯起的這個名字，但羅蘭多·塞拉亞和費雷拉表示，第一個使用「洪都拉斯」名稱的人很可能是胡安·迪亚斯·德索利斯和比森特·亚涅斯·平松，他們在 1508年決定自行探索此地。它得名於洪都拉斯加勒比海沿岸的漫長海灘有利於拋錨，也就是說，讓船隻盡可能靠近海岸而不致擱淺。具體而言，可能是指特魯希略灣錨地，而在西班牙莱昂方言中,“錨地”即说成“fondura”。在1580年之前，只有東部格拉西亞斯-阿迪奧斯角附近開闊地區被稱為洪都拉斯，而伊古埃拉斯（Hibueras 或 Higüeras）則指西部；直到16世紀末，「洪都拉斯」才被用於指代全境。明代《坤輿萬國全圖》稱之為「酆度蠟」。清代徐继畬《瀛寰志略》中则称之为鬨都拉斯。
在歐洲殖民美洲之前，三方聯盟和庫斯卡特蘭的納瓦人稱今天構成洪都拉斯的領土為「索蘭」（Solan），在納瓦特爾語中意為「鵪鶉地」。其他跡象表明，該國可能還有過“瓜伊慕拉斯”（Guaymuras）和“阿特南提特克”（Atenantitech）的稱謂。曾有征服者稱此地為「新埃斯特雷馬杜拉」。

## 歷史
4～7世纪，洪都拉斯西部為瑪雅文明中心之一，洪都拉斯境內最大、最著名和研究最多的遺址是科潘，該遺址位於瑪雅文明的邊境地區。在9世紀與其他低地文明中心一起衰落。。
1502年哥伦布到达洪都拉斯的海灣群島，為宏都拉斯與歐洲接觸之始，1524年西班牙军队开始征服洪都拉斯，同年沦为西班牙殖民地。
洪都拉斯于1821年9月15日宣布独立，但1822年被并入墨西哥第一帝國。1823年加入中美洲联邦，1838年10月退出中美洲联邦，成立共和国；但洪都拉斯對於中美洲聯合的想法熱情不減。1840年宏都拉斯在危地马拉独裁者拉斐尔·卡雷拉支持下，保守派弗朗西斯科·费雷拉建立独裁政府。1853年以后，洪都拉斯國內的自由派和保守派经常发生政变和内战，政权更迭频繁，自1821年獨立以來至1978年，共发生139次政变，是拉丁美洲政变最频繁的国家之一。金、银矿業遭到破坏、影響經濟發展甚鉅。從1840年代起，英国侵占洪都拉斯东部地区和海灣群島，修建铁路，并取得大片土地的租让权。
20世纪初，聯合果品公司和標準果品公司攫取北部沿海平原大片土地，发展香蕉种植园。在联合果品公司的控制下，洪都拉斯成为以香蕉種植為主的单一经济国家，到1930年香蕉出口占世界第一位，被稱為“香蕉共和國”。
1969年，宏都拉斯與鄰國薩爾瓦多因1970年世界盃足球賽北美外圍賽作為導火線，發生了為時僅6日的戰爭，原因則為兩國的國營傳播媒體均煽動仇視對方的國民與政治，使洪都拉斯政府下令將成千上萬的薩爾瓦多勞工驅逐出境。最後導致足球战争。
1982年，洪都拉斯才结束了连续多年的军人独裁统治，通过了新宪法，开始了民主化进程。但政局仍不稳定，2009年宏都拉斯軍事政變后，民选总统曼努埃尔·塞拉亚被军方驱逐出境。2014年1月就任總統的胡安·奥兰多·埃尔南德斯是幾十年來一直禁止連任總統的洪都拉斯首位第二任總統，不过他在2017年的連任引發了抗議和暴力事件。2021年11月28日，反對派自由與重建黨左翼總統候選人、前第一夫人希奥玛拉·卡斯特罗在總統選舉中以53%的得票率成為洪都拉斯首位女總統。

## 地理

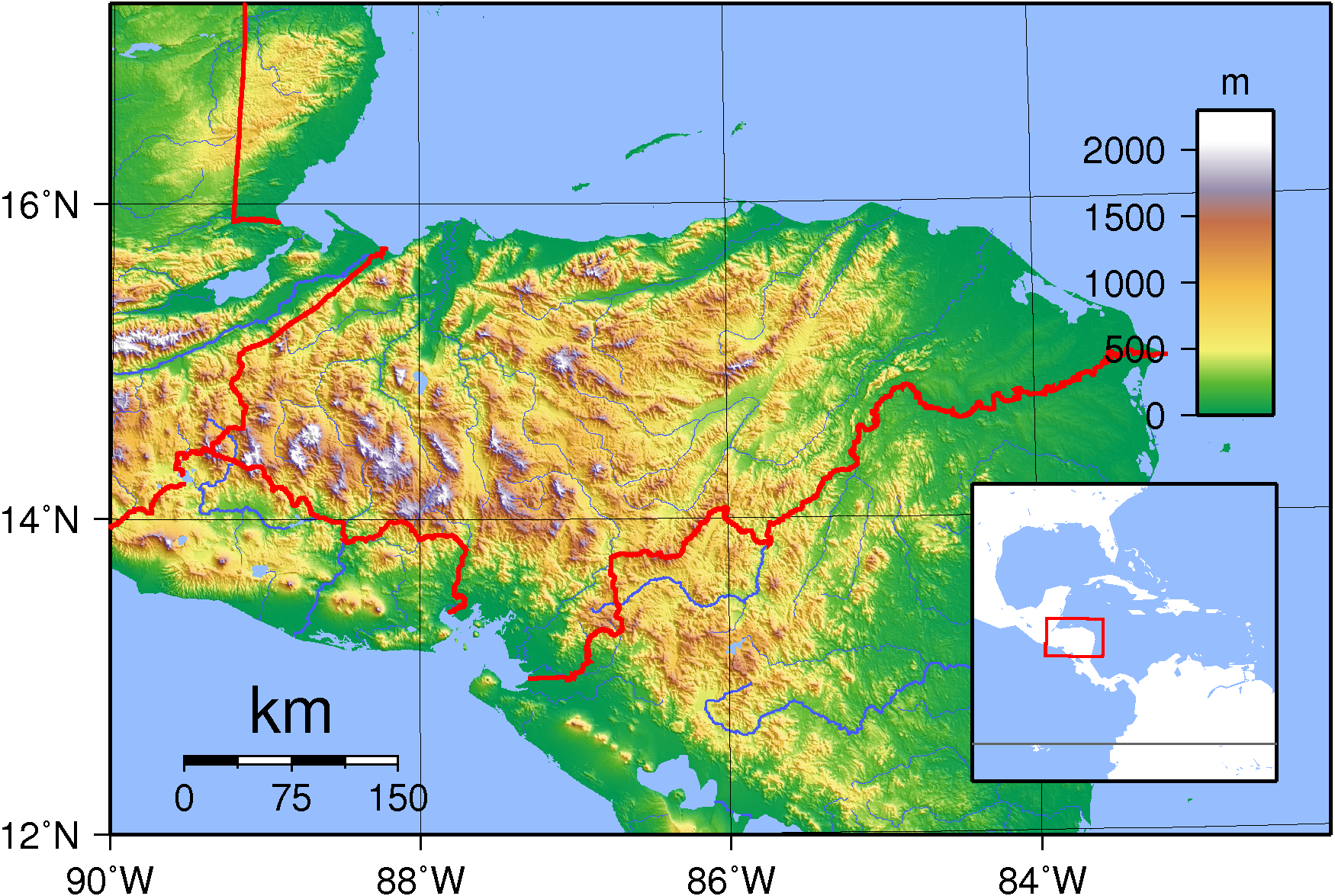
宏都拉斯的地形圖

洪都拉斯位于太平洋和加勒比海之间，東北部是未開發的大型低地叢林，西北部是人口稠密的低地河谷，可可河將洪都拉斯與尼加拉瓜分開。洪都拉斯擁有三個不同的地形區域：廣闊的內陸高地和兩個狹窄的沿海低地。內陸是山區，約佔該國地形的80%。北部較大的加勒比低地和與豐塞卡灣接壤的太平洋低地以沖積平原為特徵。三個自然地理區域的氣候類型各不相同。加勒比低地屬熱帶潮濕氣候，高溫多濕，全年降雨分佈相當均勻。太平洋低地屬熱帶乾濕氣候，氣溫高，但從11月到4月有明顯的旱季。內陸高地也有明顯的旱季，但作為熱帶高地氣候的特徵，該地區的溫度隨著海拔升高而降低。
該地區被認為是生物多樣性熱點，發現了許多植物和動物物種。與該地區其他國家一樣，它擁有豐富的生物資源。洪都拉斯擁有超過6,000種維管植物，其中超過十分之一是蘭花，還擁有大約250種爬行動物和兩棲動物、700多種鳥類，110種哺乳動物其中一半是蝙蝠。伐木導致的森林砍伐在奧蘭喬省十分猖獗。在很大程度上未開發的蚊子海岸地區，為農業而開墾土地很普遍，導致土地退化和水土流失。洪都拉斯2019年森林景觀完整性指數平均得分為 4.48/10，在全球172個國家中排名第126位。約華湖是洪都拉斯最大的淡水水源，被採礦活動產生的重金屬污染。一些河流和溪流也被採礦污染。

## 经济

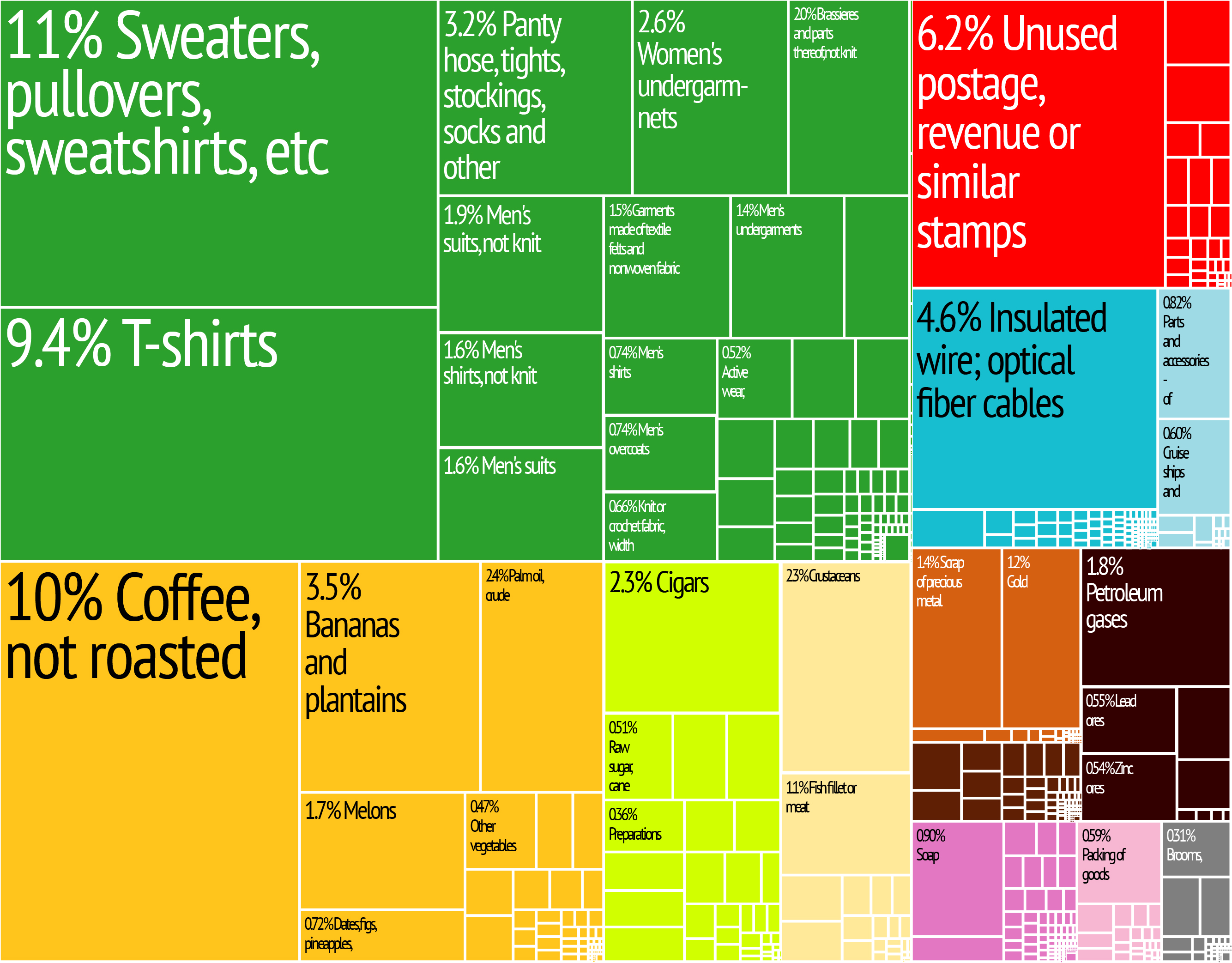
洪都拉斯的出口比例

洪都拉斯經濟狀態在中美洲算中下，2012年估計洪都拉斯的人均GDP為2,323美元，產值最高前五種產業為咖啡栽種業、香蕉栽種業、養蝦及吳郭魚養殖業、棕櫚油業及成衣加工業。
洪都拉斯的經濟主要以農業為主，2013年佔其國內生產總值的14%。該國的主要出口產品是咖啡（3.4 億美元），佔洪都拉斯總出口收入的22%。在1998年米奇颶風摧毀幾乎所有香蕉園之前，香蕉乃是該國第二大出口品，它在2000年僅恢復到米奇颶風之前水平的57%。養殖蝦是另一個重要的出口部門。自1970年代後期以來，北部城鎮開始通過加工廠進行工業生產，特別是在聖佩德羅蘇拉和科爾特斯港。
當地出产木料、金、银、铜、铅、锌、铁矿，锑、煤、鱼，有丰富的水力與農業資源，農產出口以咖啡、香蕉為大宗，其中美國即占宏都拉斯農產品出口值約6成，係該國重要創匯來源之一。2012年農業產值占GDP比重12.6%，製造業及服務業則分別占26.7%及60.5%
。相較之下，宏都拉斯的工業基礎較為缺乏，宏都拉斯長期面臨高額貿易赤字、財政赤字及外債之問題，致國際貨幣基金組織將之列為高負債貧窮國。2010年1月，新政府上任，採行一連串經濟成長措施，使2010年宏都拉斯經濟成長較2009年受政變影響略微恢復，達2.6%，但因宏都拉斯因原物料及民生用品進口依賴大、基礎建設不甚完善、科技發展落後，其整個經濟發展之動力來源仍須仰賴外人投資。
2015年，宏都拉斯在僑匯持續成長與咖啡出口成長樂觀的情況下，可望走出2014年賦稅改革衝擊，預估經濟成長率約在2.5％到3.5％間。

## 行政區劃

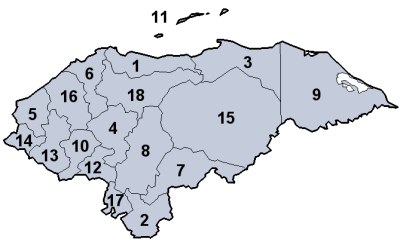
宏都拉斯行政區劃圖

洪都拉斯一共有18省：
| #  | 省                                   | 首府                         |
| -- | ------------------------------------ | ---------------------------- |
| 1  | 阿特兰蒂达省Atlántida                | 拉塞瓦La Ceiba               |
| 2  | 乔卢特卡省Choluteca                  | 乔卢特卡Choluteca            |
| 3  | 科隆省Colón                          | 特鲁希略Trujillo             |
| 4  | 科马亚瓜省Comayagua                  | 科马亚瓜Comayagua            |
| 5  | 科潘省Copán                          | 圣罗莎Santa Rosa             |
| 6  | 科尔特斯省Cortés                     | 圣佩德罗苏拉San Pedro Sula   |
| 7  | 埃尔帕拉伊索省El Paraíso             | 尤斯卡兰Yuscarán             |
| 8  | 弗朗西斯科-莫拉桑省Francisco Morazán | 特古西加尔巴Tegucigalpa      |
| 9  | 格拉西亚斯-阿迪奥斯省Gracias a Dios  | 伦皮拉港Puerto Lempira       |
| 10 | 因蒂布卡省Intibucá                   | 拉埃斯佩兰萨La Esperanza     |
| 11 | 海灣群島省Islas de la Bahía          | 罗阿坦岛Roatán               |
| 12 | 拉巴斯省La Paz                       | 拉巴斯市La Paz               |
| 13 | 倫皮拉省Lempira                      | 格拉西亞斯Gracias            |
| 14 | 奥科特佩克省Ocotepeque               | 新奥科特佩克Nueva Ocotepeque |
| 15 | 奥兰乔省Olancho                      | 胡蒂卡尔帕Juticalpa          |
| 16 | 圣巴巴拉省Santa Bárbara              | 圣巴巴拉Santa Bárbara        |
| 17 | 山谷省Valle                          | 纳考梅Nacaome                |
| 18 | 约罗省Yoro                           | 約羅Yoro                     |

## 政治
宏都拉斯憲法規定，洪都拉斯實行共和、民主和代議制。國民議會（一院制）為最高立法機構。總統是國家元首和政府首腦和軍事最高統帥。洪都拉斯國民議會有128名議員，由比例代表制選舉產生，任期四年。2012年底，「耶穌會反思、研究和傳播團隊」（ERIC）聯合中美洲大學採訪了1,540人，發現60.3%的人認為警察參與了犯罪，44.9%的人對最高法院“沒有信心”，72%的人認為2012年11月的初選存在選舉舞弊，56% 的受訪者認為2013年總統、立法和市政選舉會出現舞弊。胡安·奥兰多·埃尔南德斯於2017年的一場雙方得票非常接近的選舉中成功連任後，引起了抗議和暴力。2017年12月，赫南德茲在部分重新計票後被宣佈為選舉獲勝者，並於2018年1月宣誓就任第二個任期。
由於大西洋沿岸的蚊子海岸邊界爭端，洪都拉斯和尼加拉瓜在2000年和2001年初關係緊張。尼加拉瓜因爭端對洪都拉斯商品徵收35%的關稅。2009年6月，一場政變推翻了曼努埃爾·塞拉亞總統；他被一架軍用飛機帶到哥斯達黎加。聯合國大會投票譴責政變，並呼籲恢復塞拉亞的職位。包括墨西哥在內的幾個拉丁美洲國家暫時斷絕了與洪都拉斯的外交關係。2023年3月27日，洪都拉斯与中华人民共和国建立外交关系，并与中华民国断交。

## 人口
洪都拉斯的民族
至2021年止，洪都拉斯的人口總數為10,278,345人。 2010年15歲以下人口的比例為36.8％，15至65歲為58.9％，65歲或以上為4.3％。
洪都拉斯社會的種族比例為90％的麥士蒂索人，7％的美洲印第安人，2％的黑人和1％的白人（2017年）。
洪都拉斯人口的男女比例為1.01。 出生比率為1.05，15-24歲比率為1.04，25-54歲比率為1.02，55-64歲比率為0.88，65歲或65歲以上比率為0.77。2015年洪都拉斯的性別發展指數為.942，女性HDI為.600，男性為.637。男性和女性的出生預期壽命分別為70.9和75.9。洪都拉斯的預計受教育年限為男性10.9歲（平均6.1歲）和女性11.6歲（平均6.2歲）。以上數字並未顯示男性和女性發展水平之間存在巨大差異，但由於性別差異，洪都拉斯的人均GNI很大。男性的人均GNI為6,254美元，而女性僅為2,680美元。洪都拉斯的總體GDI高於其他中等人類發展指數（HDI）國家（.871），但低於拉丁美洲和加勒比地區的GHDI（.981）。
自1975年以來，隨著經濟移民和政治難民在其他地方尋求發展機遇，洪都拉斯的移民活動開始加速。大部分的洪都拉斯僑民居住在美國。2012年美國國務院的一項估計顯示，當時共有80萬至100萬洪都拉斯人居住在美國，佔洪都拉斯人口的近15％。這一數字非常不確定，因為許多洪都拉斯人在沒有簽證的情況下居住在美國。在2010年的美國人口普查中，有617,392名居民被確定為洪都拉斯人，而2000年為217,569人。
由於執法資源不足，洪都拉斯的犯罪率居高不下，2015年洪都拉斯的謀殺率為每10萬人中有60人，是世界上謀殺率最高的國家之一。由於政府和企業在2014年採取措施改善旅遊安全，羅阿坦和海灣群島的犯罪率低於洪都拉斯本土 。在人口較少的格拉西亞斯-阿迪奧斯地區，販毒活動猖獗。洪都拉斯的监狱亦非常危险，黑社会火并导致的暴力冲突屡见不鲜，2013年，洪都拉斯首都近郊一座監獄發生騷亂，造成3死、12人受傷之後，總統洛沃下令這座主要監獄實施軍事化管理。

## 文化

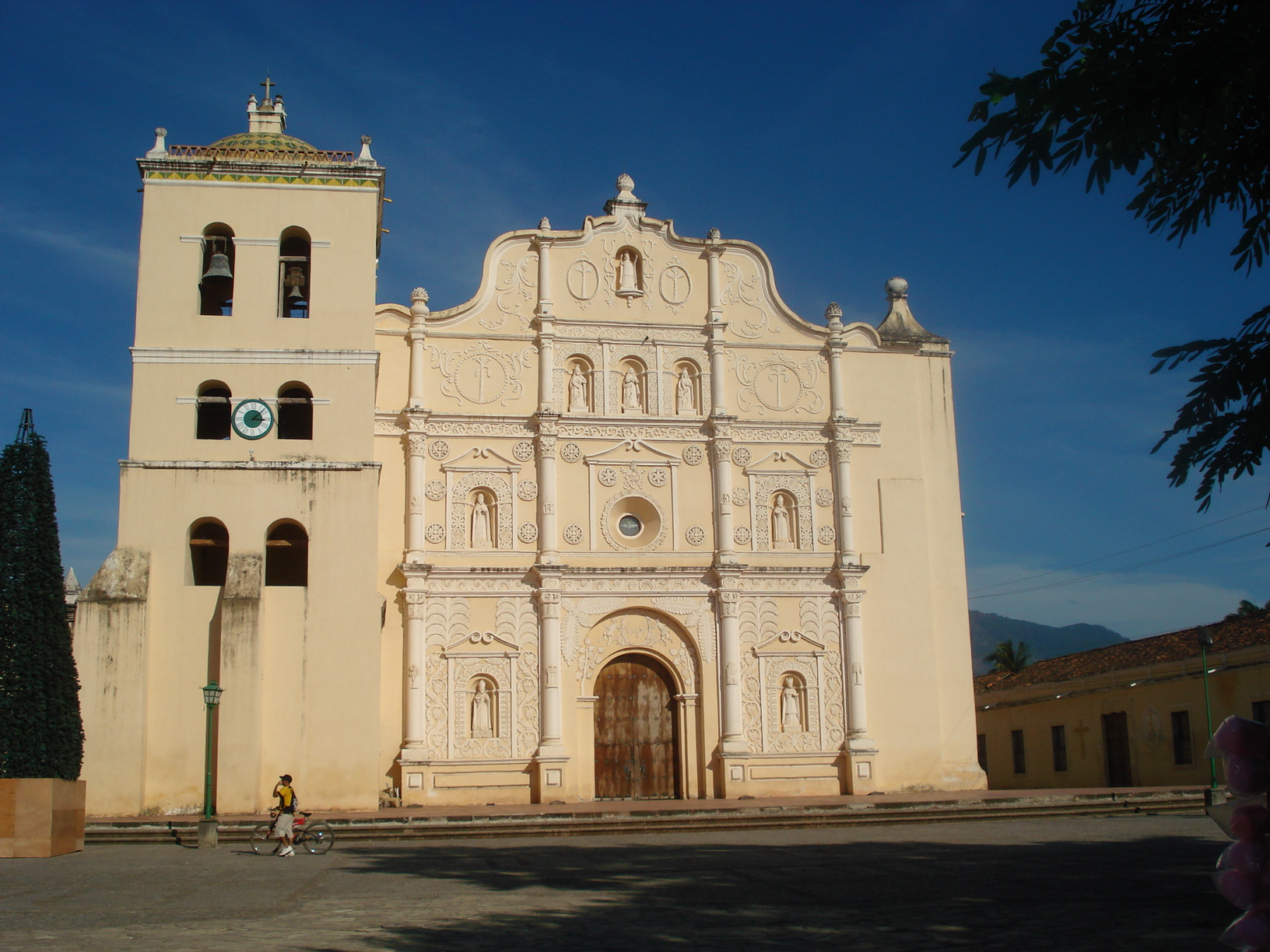
科马亚瓜大教堂

宏都拉斯有兩項世界遺產，為科潘的瑪雅遺址與普拉塔諾河生物圈保護區。
至2004年為止，洪都拉斯的受教育人口大約佔83.6%，淨小學入學率為94%。洪都拉斯擁有多所雙語（西班牙語和英語）和三語（西班牙語附英語、阿拉伯語和德語）學校。洪都拉斯的高等教育由洪都拉斯國立自治大學管理，其校区位於洪都拉斯多個重要城市。洪都拉斯著名的高等學院除國立自治大學外還有宏都拉斯天主教大學、圣佩德罗苏拉大学、中美洲科技大学、洪都拉斯科技大学等。
雖然大多數洪都拉斯人名義上信奉天主教（被認為是主要宗教），但洪都拉斯天主教會的成員數量正在下降，而新教教會的成員數量正在增加。2008年國際宗教自由報告指出，根據CID蓋洛普民意調查顯示，51.4％的人口認為自己信奉天主教，36.2％認為自己信奉福音派新教，1.3％聲稱來自其他宗教，包括伊斯蘭教、佛教、猶太教，拉斯塔法里教等，11.1％不屬於任何宗教或不予回應。8％的人報告是無神論者或不可知論者。

## 交通

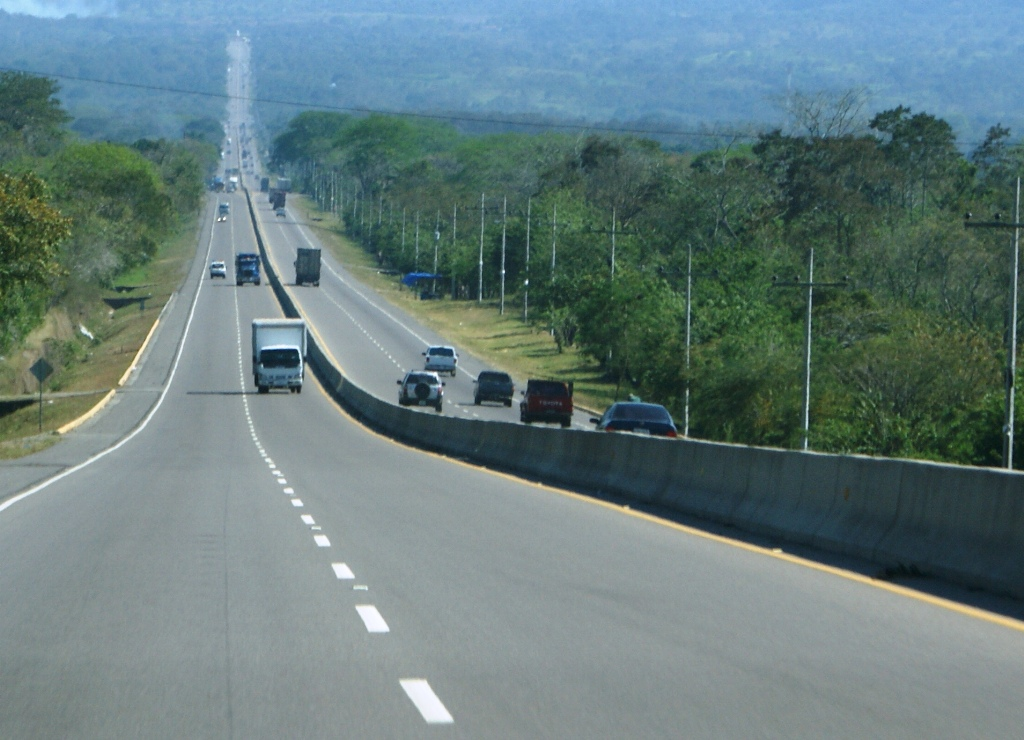
宏都拉斯的一條國道

宏都拉斯有兩大主要國際機場，分別為德古西加巴的通康丁國際機場與聖佩德羅蘇拉的拉蒙·比列達·莫拉萊斯國際機場，此外在罗阿坦、拉塞瓦、特拉等城市也有机场。宏都拉斯陸上交通以公路為主，鐵路只用於運輸香蕉和甘蔗等農產品。宏都拉斯有科爾特斯港、特拉、拉塞瓦等海港，該國也是權宜船旗國之一。

## 圖集

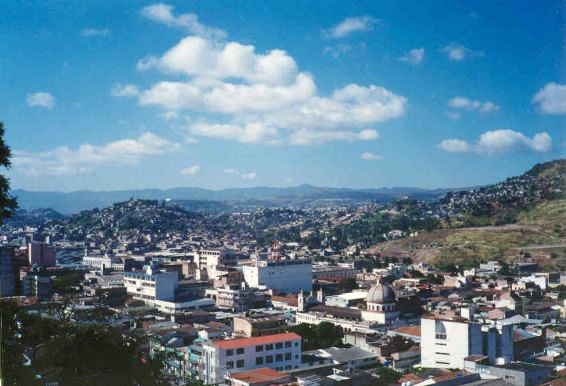
特古西加尔巴市區
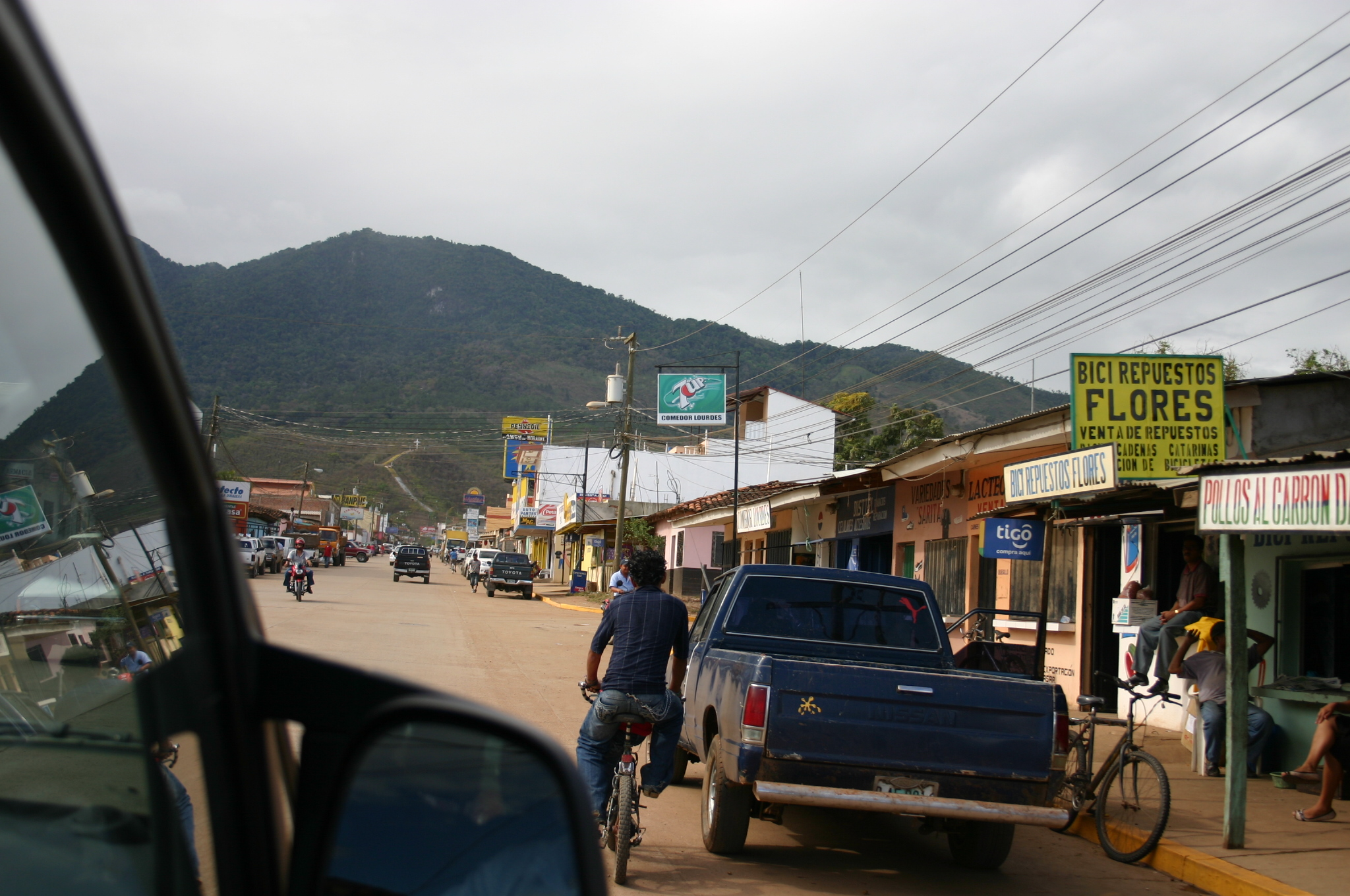
卡塔卡馬斯街頭
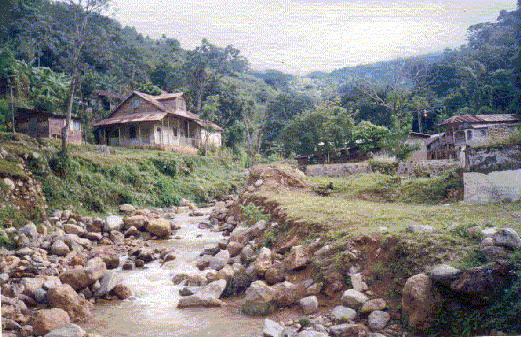
特古西加尔巴郊區
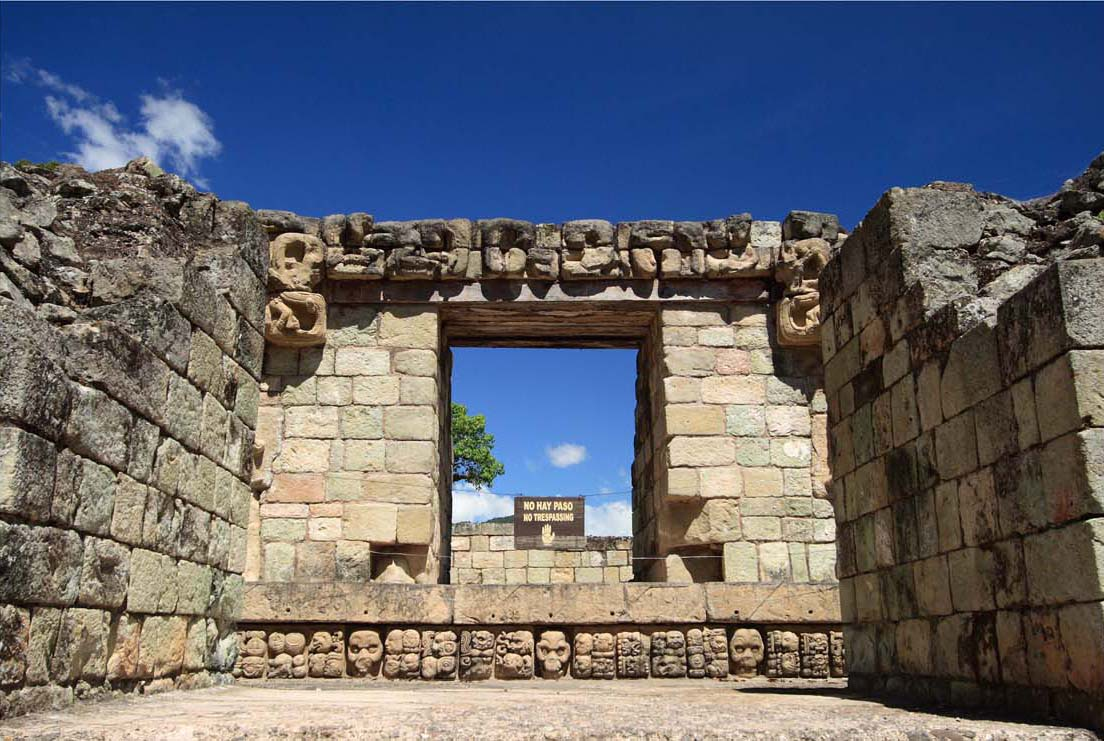
瑪雅遺址
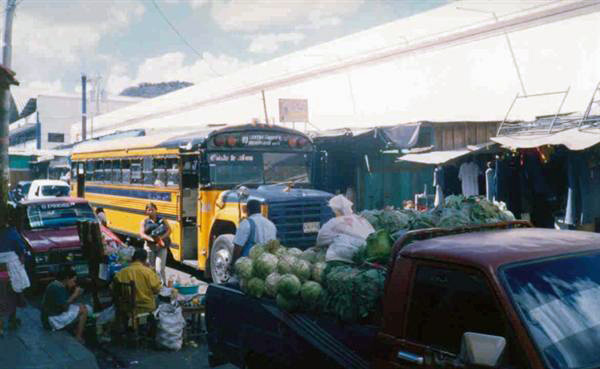
科马亚瓜市場
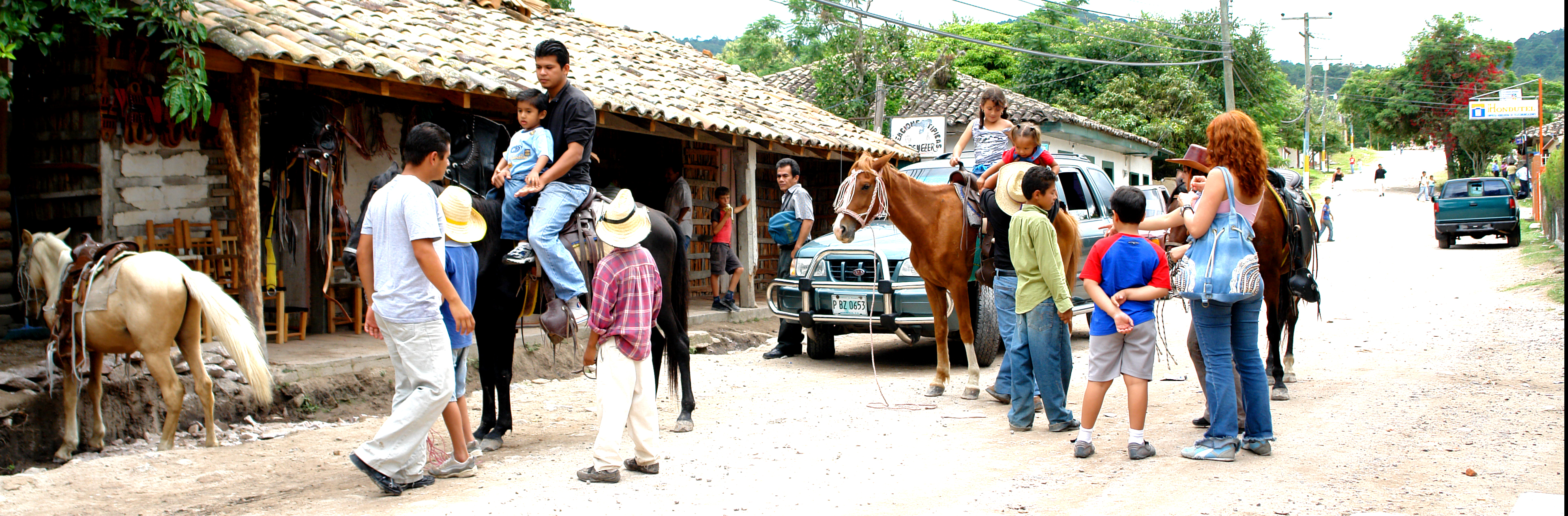
奧霍霍納
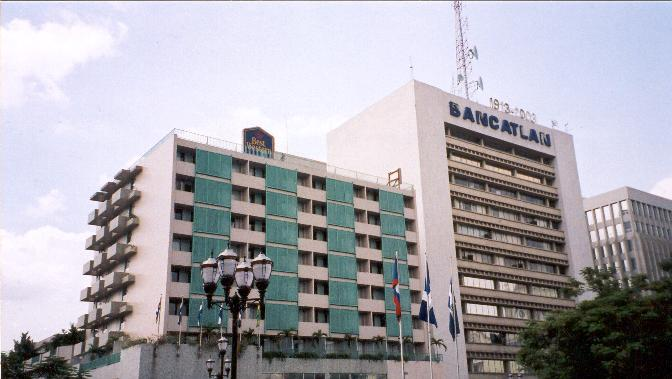
圣佩德罗苏拉
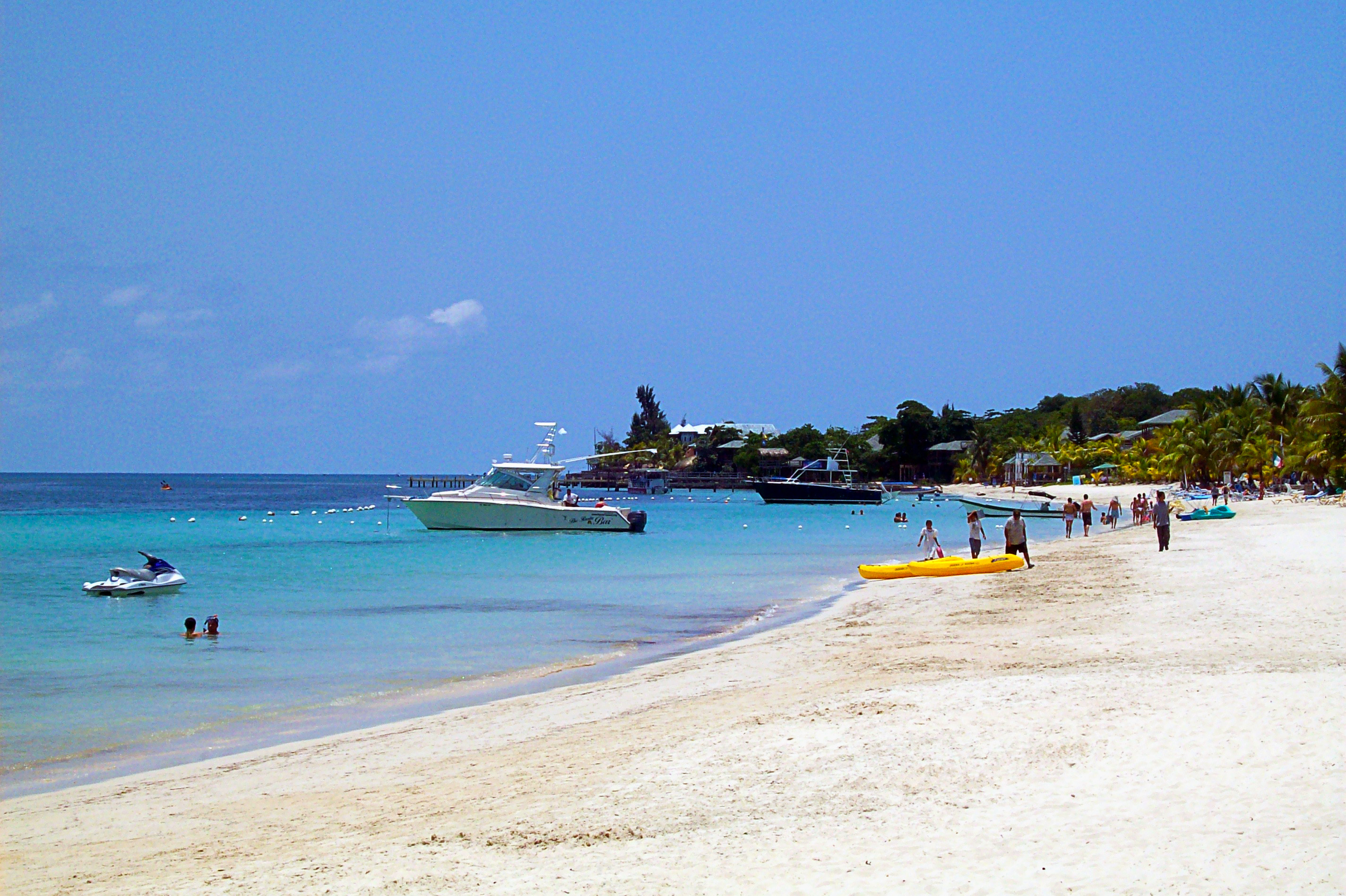
羅阿坦島

## 外部連結
- 宏都拉斯政府官方網站 （西班牙文）
- 《世界概况》上有关Honduras的条目 （英文）
- 中的“洪都拉斯” （英文）
- 維基媒體的洪都拉斯地圖集  （英文）

15°00′N 86°30′W / 15.000°N 86.500°W